# John Hindmarsh
Contraamiralul Sir John Hindmarsh KH RN (n. 1785 – d. 29 iulie 1860) a fost un ofițer maritim și primul guvernator al Australiei de Sud din 28 decembrie 1836 până pe 16 iulie 1838.

## Copilăria
Hindmarsh a fost fiul lui John Hindmarsh, artilerist pe HMS Bellerophon, și al soției acestuia, Mary. A fost botezat în biserica St. Mary din Chatam, comitatul Kent.

## Cariera în marină
Hindmarsh s-a înrolat în Royal Navy în 1793 și a efectuat serviciul pe HMS Bellerophon, fiind angajat, potrivit registrului navei, ca servant pentru tatăl său. A participat astfel la A treia bătălie de la Ushant, la Bătălia de la Algeciras și la Bătălia navală de la Abukir din 1798, când a fost singurul ofițer de pe puntea lui HMS Bellerophon și a dat ordine care au salvat nava de la distrugere. Hindmarsh a fost înaintat la gradul de locotenent în anul 1803. A servit apoi pe HMS ''Phoebe'' (1795) în Bătălia de la Trafalgar, pe HMS ''Beagle'' (1804) în Bătălia de la Insula d'Aix (1809) și pe HMS ''Nisus'' (1810) în bătălia din insula Java. A avut apoi o perioadă de repaus, iar în anul 1830 se afla la comanda HMS ''Scylla'' (1809). În 1836 Hindmarsh a plecat în sudul Australiei ca primul guvernator al provinciei, după ce a câștigat sprijin și a făcut o cerere la Oficiul pentru Colonii.

## Guvernatorul
Hindmarsh a ajuns în Australia de Sud pe 28 decembrie 1836, cu o flotă care a adus primii imigranți britanici ai coloniei. Printre nave se aflau Cygnet (cu inginerii topografi conduși de colonelul William Light), Africaine, Tam O'Shanter, Rapid, și HMS Buffalo pe care se afla Hindmarsh. Inițial au debarcat pe Insula Cangurului și au trimis echipa de topografi condusă de Light să găsească un loc potrivit pentru capitala noii colonii. Light a ales în cele din urmă locul pe care se află acum Adelaide, iar flota s-a deplasat spre Golful Holdfast, acum cunoscut sub numele de Glenelg. Pe 28 decembrie 1836 Hindmarsh a anunțat instalarea guvernului colonial, faptul că aborigenii vor fi tratați cu corectitudine și că aceștia sunt supuși britanici.
Colonia fusese creată în februarie 1834 printr-un act al Regelui William al IV-lea, care, la rândul său, fusese împuternicit de Parlament în acest sens.
Guvernatorul Hindmarsh a intrat în conflict cu împuternicitul permanent James Hurtle Fisher din cauza problemelor apărute cu privire la împărțirea puterilor. Conflictul s-a agravat, astfel că, după ce Hindmarsh a mers prea departe și i-a suspendat pe Robert Gouger și pe alți funcționari publici, împuternicitul permanent a reclamat situația la secretarul de stat pentru colonii. Hindmarsh a fost chemat la Londra în 1838. În 1840 a fost numit locotenent-guvernator în insulele Helgoland. Pe 7 august 1851 Regina Victoria l-a înnobilat cu titlul de cavaler. Hindmarsh a trecut în retragere în anul 1856, fiind înaintat la gradul de contraamiral cu această ocazie, și s-a stabilit în Hove, un orășel de la malul mării.

## Moștenire
Hindmarsh a trăit în vila de la numărul 30 din Cartierul Albany din Hove câțiva ani, iar acum pe peretele casei se află o plachetă albastră în onoarea sa. Contraamiralul Sir John Hindmarsh a murit la Londra pe 29 iulie 1860 și este înmormântat în Biserica St. Andrews din Hove. Hindmarsh a fost guvernatorul Australiei de Sud pentru o perioadă puțin mai mare de un an, un episod nefericit în cariera sa distinsă. 
Fiica sa, Jane, s-a măritat cu Alfred Miller Mundy, deputat ales în circumscripția Shipley Hall, Derbyshire, și a fost mama Mariei, care s-a căsătorit cu Sir Constantine Phipps, tatăl ambasadorului Sir Eric Phipps. Un strănepot, Alfred Hindmarsh, a fost deputat și politician laburist în Noua Zeelandă.

## Toponimie
- Suburbia Hindmarsh din Adelaide a fost la început gândită ca o subdiviziune, numită Satul lui Hindmarsh, pe terenul pe care acesta îl deținea în proprietate. Pentru mulți ani a fost centrul zonei administrative locale, numită Orașul lui Hindmarsh, care a fost ulterior înglobată în City of Charles Sturt, zona administrativă actuală situată în sud-estul orașului Adelaide.
- Circumscripția electorală federală Hindmarsh se află în apropierea locului în care la 28 decembrie 1936 Hindmarsh a făcut anunțul privind instaurarea guvernului colonial.
- Insula Hindmarsh se află în apropiere de orașul Goolwa, în apropiere de gura de vărsare a fluviului Murray.
- Râul Hindmarsh se varsă în Golful Encounter la sud de Adelaide.
- Piața Hindmarsh este un parc public în Adelaide.
- Hindmarsh Drive este o șosea care trece prin districtele Weston Creek și South Canberra în Canberra.